# Bruinvlekkathaai
De bruinvlekkathaai (Scyliorhinus garmani) is een vissensoort uit de familie van de kathaaien (Scyliorhinidae). De wetenschappelijke naam van de soort is voor het eerst geldig gepubliceerd in 1934 door Fowler.